# Rigolă (hidrografie)

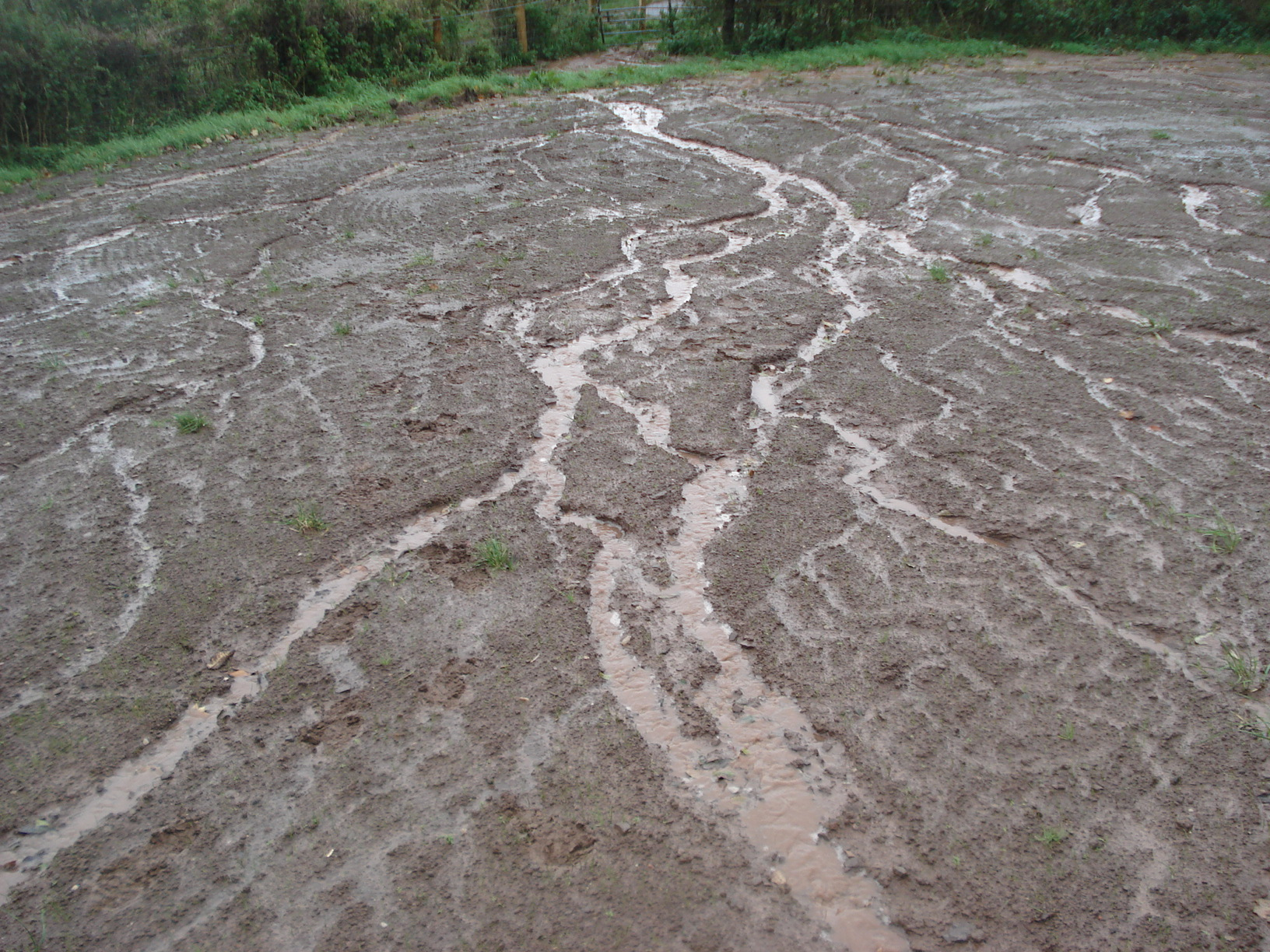
Rețea de rigole în Tyrone, Irlanda

O rigolă este o formă de eroziune în adâncime (până la 50 cm) a solului ca rezultat al acțiunii șuvoaielor de apă.